# Осада Намюра (1692)
Осада Намюра (фр. Siège de Namur) — осада и взятие фландрской крепости Намюр французскими войсками в период 25 мая — 30 июня 1692 года в ходе войны Аугсбургской лиги.

## История
В средние века укрепления Намюра были усилены по проектам Кугорна, составляя 12 отдельных фортов, к которым в 1691 году был добавлен ещё форт Вильгельм.
С началом войны Аугсбургской лиги, в 1692 году, Людовик XIV начал военные действия осадой Намюра. По плану кампании предварительно были устроены огромные склады в Живе, Динане, Филиппвилле и Мобеже, собраны осадные парки на Маасе и Шельде и у Монса сосредоточена 100-тысячная армия. Намюр был сильнейшей в то время крепостью в Нидерландах; его гарнизон под командованием принца де Барбансона состоял из 8000 человек пехоты, 200 человек конницы и 80 артиллеристов. Осадные работы были начаты в ночь на 30 мая под руководством Вобана; уже на следующий день работы придвинулись до 80 туазов от гласиса и был открыт огонь из 5 батарей против фаса и обоих бастионов ворот Святого Николая. В этот же день маршал Буфлер, стоявший с 20 000 на правом берегу Мааса, овладел наружными укреплениями предместья Жамб, а 2 июня 6 рот, овладев приступом равелином, заняли прикрытый путь. К 4 июня были разрушены оба бастиона и занято предмостное укрепление Жамб. Вынужденный ограничиться защитой старого вала и видя невозможность защищать дольше город, принц Барбансонский 6 июня сдал город. Защитники отошли в цитадель и форт Вильгельм, заключив с осаждавшими условие прекратить стрельбу по городу.
В это время со стороны союзников была предпринята неудачная попытка выручить Намюр. Осадные работы быстро подвигались вперёд. Против форта Вильгельм, служившего передовым укреплением цитадели, атакующими были построены батареи, между Самброю и Брюссельскими воротами, и в ночь на 9 июня были открыты траншеи против редута ля-Кассотт, защищавшего форт со стороны Мааса. Сильные дожди задержали атаку, но 13 июня редут был взят приступом; 700 человек его гарнизона отошли в форт Вильгельм. В ночь на 14 июня открыли огонь против форта и цитадели 2 новые батареи, и осадные работы продвинулись на 500 шагов против горжи форта, но вылазкой осажденных 17 июня большая часть их была разрушена. 19 июня французы прервали сообщение форта с цитаделью, 20 и 21 июня батареями был разрушен один из бастионов форта, а на 22 июня король назначил его штурм.
Вечером того дня 16 гренадерских и мушкетерских рот во главе 7 батальонов пехоты, ворвавшись на прикрытый путь, вытеснили защитников и, на их плечах перейдя ров, вынудили гарнизон форта к сдаче. Овладев фортом, французы возвели батареи на его флангах и куртине, обратив их огонь главным образом против наружного укрепления цитадели Терра-Нуова, и, соединив траншеи со стороны Мааса к Самбре, придвинули их к самому прикрытому пути. 28 июня, в 11 часов вечера, 9 рот гренадеров приступом овладели прикрытым путём и, закрепившись, начали вести отсюда минные работы. 30 июня были взяты оба разрушенных бастиона Терра-Нуова, после чего крепость сдалась на капитуляцию.
Укрепления Намюра после этого были вновь восстановлены и усилены.